# M.2

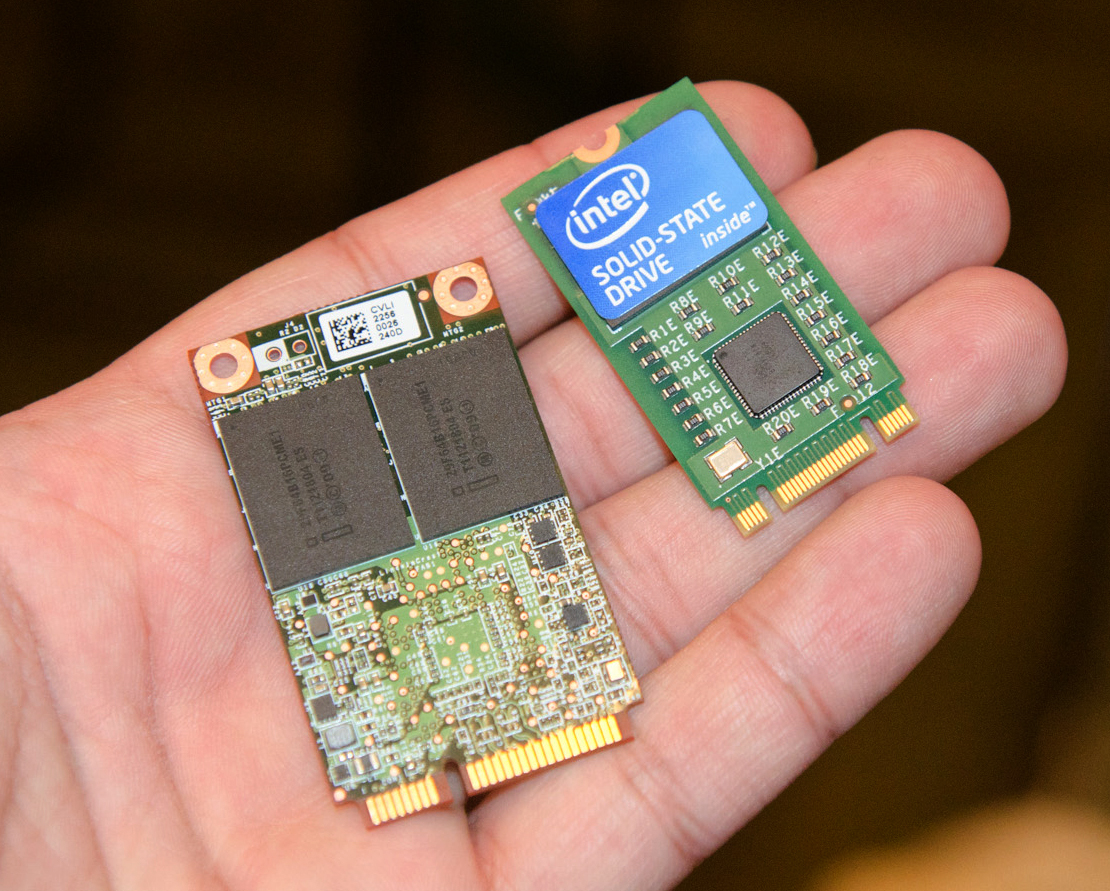
Порівняння розмірів твердотілого флеш-накопичувача (SSD) формату mSATA (ліворуч) і формату M.2 (праворуч; розмір 2242, ключ B і M).

M.2 (раніше відомий як Next Generation Form Factor і NGFF) — специфікація компактних комп'ютерних карт розширення та їхніх роз'ємів. Був створений для заміни формату mSATA і Mini PCI-E, який використовував фізичний роз'єм і розміри модулів PCI Express Mini Card. Стандарт M.2 допускає більш різноманітні розміри модулів, як по ширині, так і по довжині. Формат M.2 часто використовується для реалізації продуктивних твердотілих накопичувачів на базі флеш-пам'яті, SSD), особливо при використанні в компактних пристроях, таких як ультрабуки і планшети.
Інтерфейси, виведені на роз'єм M.2 є надмножиною інтерфейсу SATA Express. Фактично, M.2 є більш компактною реалізацією SATA Express (надає підтримку шин PCI Express 3.0 і SATA 3.0), доповненої внутрішнім інтерфейсом USB 3.0. Плати M.2 можуть мати різні ключові вирізи для позначення конкретного варіанту використовуваного інтерфейсу.

## Можливості

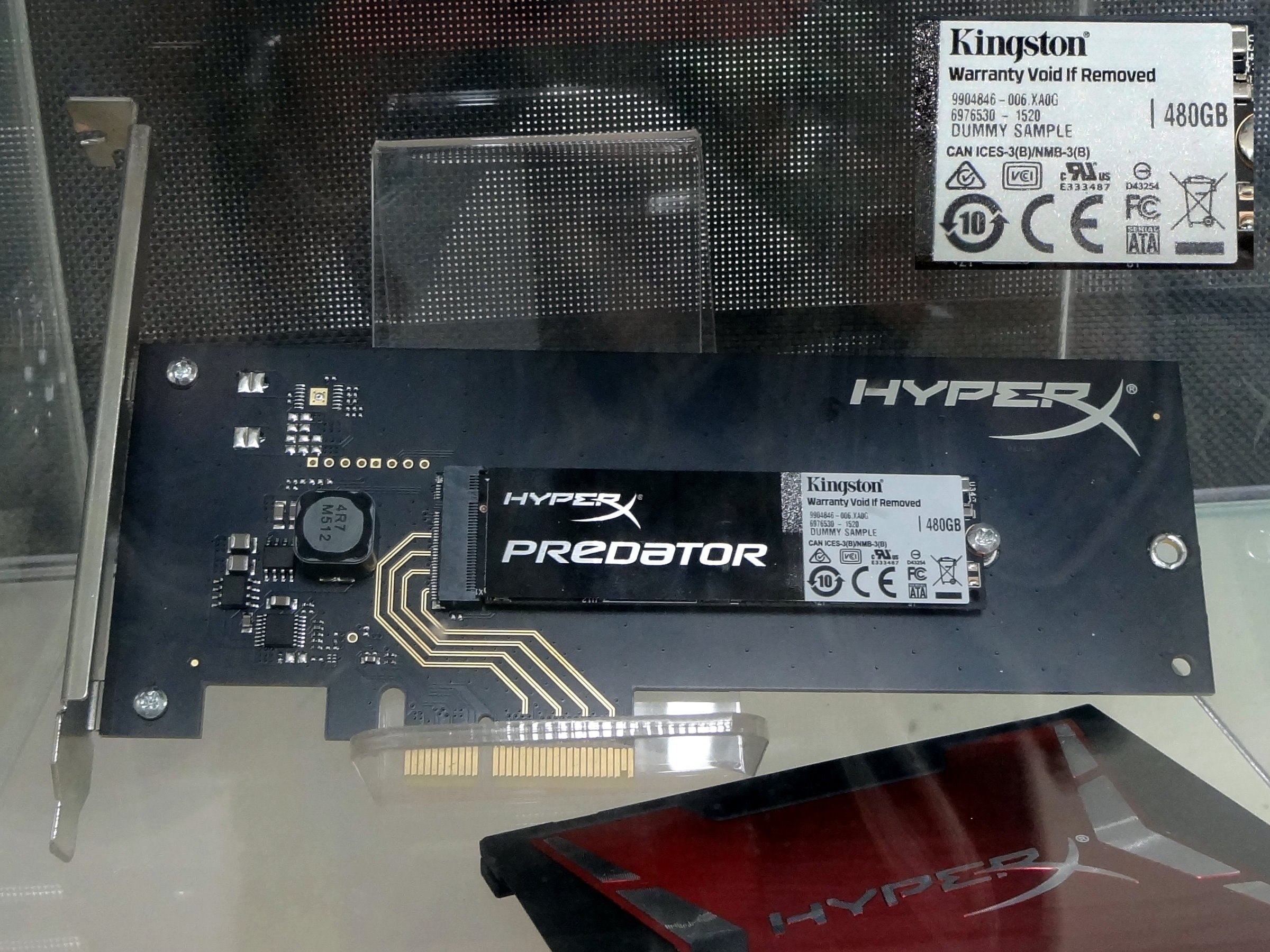
SSD-накопичувач M.2 форм-фактора 2280, ключ "M", встановлений в пасивний перехідник "HHHL" для слота PCI-express 4x.

Карти розширення M.2 можуть надавати різні функції, наприклад: Wi-Fi, Bluetooth, супутникова навігація, NFC-радіозв'язок, цифрове радіо, Wireless Gigabit Alliance (WiGig), Wireless WAN (WWAN). У вигляді модулів M.2 часто виготовляють швидкі і компактні твердотілі флеш-накопичувачі (SSD). На роз'єм M.2 виводяться шини PCI Express 3.0, Serial ATA 3.0 і USB 3.0 (включаючи зворотну сумісність із USB 2.0). Специфікація SATA 3.2 станом на серпень 2013 визначила формат «SATA M.2» для носіїв інформації.
У складі M.2 реалізований PCI Express 4x (4 лінії) і один порт SATA 3.0 зі швидкістю до 6 Гбіт/с, тому у форм-факторі M.2 можуть бути реалізовані як пристрої PCI Express так і накопичувачі SATA. Використовується стандартний PCI Express без яких-небудь додаткових шарів абстракції. Група PCI-SIG видала специфікацію M.2 версії 1.0 в грудні 2013 року.
Для карт розширення M.2 доступні три варіанти реалізації логічного інтерфейсу і набору команд, за аналогією зі стандартом SATA Express:
«Legacy SATA»
Використовується для SSD з інтерфейсом SATA, драйвером AHCI і швидкостями до 6.0 Гбіт/с (SATA 3.0)
«SATA Express» з використанням AHCI
Використовується для SSD з інтерфейсом PCI Express і драйвером AHCI (для сумісності з великою кількістю операційних систем). Через використання AHCI продуктивність може бути дещо нижче оптимальної (одержуваної з NVMe), так як AHCI був розроблений для взаємодії з більш повільними накопичувачами з повільним послідовним доступом (наприклад, НЖМД), а не для SSD із швидким випадковим доступом.
«SATA Express» з використанням NVMe
Використовується для SSD з інтерфейсом PCI Express і високопродуктивним драйвером NVMe, створеним для роботи зі швидкими флеш-накопичувачами. NVMe був розроблений з урахуванням низьких затримок і паралелізму SSD з інтерфейсом PCI Express. NVMe краще використовує паралелізм у керівному комп'ютері і програмному забезпеченні, вимагає менше стадій при передачі даних, надає глибшу чергу команд та ефективнішу обробку переривань.

## Форм-фактор і ключі
Стандарт M.2 розроблявся для оновлення та покращення формату mSATA, дозволяючи використовувати друковані плати більшого розміру. Якщо mSATA використовував розміри модулів PCI Express Mini Card, то M.2 дозволив збільшити використання площі карти, наприклад, у M.2 можливі довші модулі і двостороннє розміщення компонентів на платі.
Модулі M.2 мають прямокутну форму, на одній із сторін карти розташований роз'єм (75 позицій з 67 контактними майданчиками з кроком 0.5 мм). На протилежній стороні знаходиться напівкруглий отвір для фіксації. Кожен контакт витримує напругу до 50 В і струм до 0.5 А. Роз'єм гарантує як мінімум 60 циклів підключення-відключення.
У стандарті M.2 допускаються модулі шириною 12, 16, 22 або 30 мм і довжиною 16, 26, 30, 38, 42, 60, 80 або 110 мм. Спочатку карти M.2 вироблялися з шириною 22 мм і довжиною 30, 42, 60, 80 і 110 мм.
| Ключ | Розрізи | Інтерфейси                                               |
| ---- | ------- | -------------------------------------------------------- |
| A    | 8-15    | PCIe ×2, USB 2.0, I2C and DP ×4                          |
| B    | 12-19   | PCIe ×2, SATA, USB 2.0 і 3.0, Звук, PCM, IUM, SSIC і I2C |
| C    | 16-23   | Резерв                                                   |
| D    | 20-27   | Резерв                                                   |
| E    | 24-31   | PCIe ×2, USB 2.0, I2C, SDIO, UART і PCM                  |
| F    | 28-35   | «Future Memory Interface» (FMI)                          |
| G    | 39-46   | «Generic» (не використовується в специфікації M.2)       |
| H    | 43-50   | Резерв                                                   |
| J    | 47-54   | Резерв                                                   |
| K    | 51-58   | Резерв                                                   |
| L    | 55-62   | Резерв                                                   |
| M    | 59-66   | PCIe ×4 і SATA                                           |

| Тип | Зверху | Знизу           |
| --- | ------ | --------------- |
| S1  | 1.20   | Не допускаються |
| S2  | 1.35   | Не допускаються |
| S3  | 1.50   | Не допускаються |
| D1  | 1.20   | 1.35            |
| D2  | 1.35   | 1.35            |
| D3  | 1.50   | 1.35            |
| D4  | 1.50   | 0.70            |
| D5  | 1.50   | 1.50            |

Ключові розрізи карти M.2 в позиціях B і M; також видно накладення контактів з різних сторін модуля M.2

Друковані плати карт розширення M.2 на одному з країв надають ножовий роз'єм з 75 позиціями. В залежності від типу модуля, замість частини позицій зроблені ключові розрізи. Слот M.2 на материнській платі може мати заглушки на деяких ключових позиціях, визначаючи тип модулів і інтерфейси сумісні з ним. Станом на квітень 2014 року, слоти виконувалися з єдиною заглушкою, або в позиції B, або в M. Наприклад, модуль M.2 з двома ключовими розрізами B і M може використовувати до двох ліній PCI Express і сумісний з великою кількістю слотів, тоді як карти M.2 з ключем у позиції M можуть використовувати до 4 ліній PCI Express. Обидва варіанти можуть використовувати лінії SATA. Подібна система ключів використовується для карт M.2 з інтерфейсом USB 3.0.
Типи карт M.2 маркуються кодом за схемою WWLL-HH-K-K або WWLL-HH-K, де WW і LL — розміри модуля в ширину та довжину в міліметрах. У HH кодується, є модуль одностороннім або двостороннім, а також максимальна допустима висота (товщина) розміщених на ньому компонентів, наприклад «D2». Частина K-K позначає ключові розрізи; якщо модуль використовує лише один ключ використовується одна буква K.
Найбільш популярні форм-фактори M.2 станом на 2016 рік: ширина 22 мм, довжина 80 або 60 мм (M.2-2280 і M.2-2260), рідше 42 мм. Багато ранніх  накопичувачів і материнських плат M.2 використовували інтерфейс SATA. Деякі материнські плати також реалізують PCI Express. Для SSD найбільш популярні ключі B (SATA і PCIe x2) і M (SATA і PCIe x4). Для підключення карт розширення, наприклад WiFi, використовуються модулі розміру 1630 і 2230 і ключі A або E.
Крім змінних карт розширення, стандарт M.2 визначає варіант модулів, що припаюються до материнської плати в процесі її виготовлення.